# Forti e accampamenti romani a nord del Gask Ridge
I forti e gli accampamenti romani a nord del Gask Ridge sono una serie di fortificazioni costruite inizialmente da Agricola tra Aberdeen e Inverness, nel nord della Caledonia (Scozia). Abbandonati pochi anni più tardi furono riattivati sotto Antonino Pio (attorno agli anni 141-144) e poi ancora sotto Settimio Severo (208-211).

## Storia

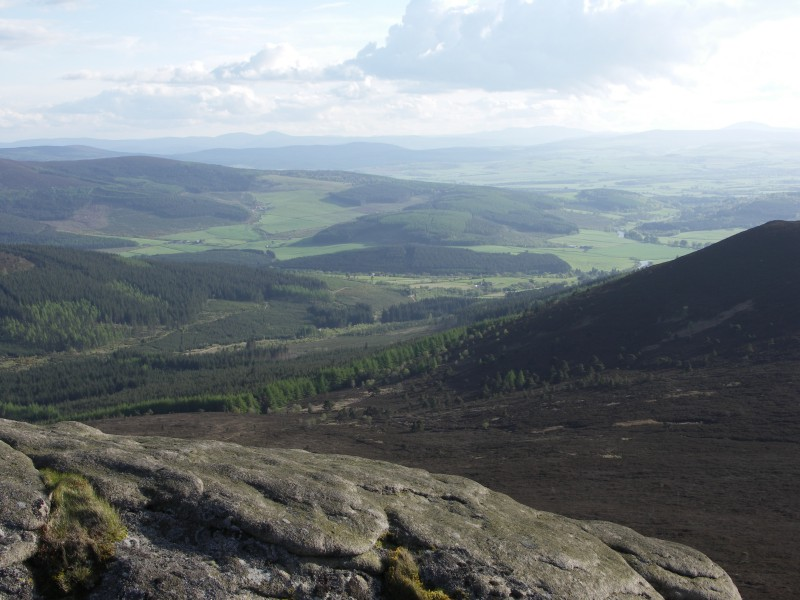
La campagna intorno all'accampamento romano di Glenmailen vista dalla elevazione detta Bennachie (forse il Monte Graupio di Tacito ed Agricola)

Probabilmente queste fortificazioni avevano come collegamento tra di loro una strada romana, che era un semplice sentiero militare. Agricola, secondo Tacito, conquistò il nord della Britannia in quattro campagne in Caledonia (com'era chiamata la Scozia dai Romani). Nell'83 il suo esercito romano si scontrò nella battaglia del Monte Graupio contro l'armata dei Caledoni, guidati da Calgaco. Le truppe di Agricola misero in fuga i nemici, che persero circa 10.000 uomini (mentre i Romani appena 360).
Successivamente alla vittoria, Agricola prese ostaggi dai Caledoni e contemporaneamente fece marciare le sue legioni lungo la costa orientale scozzese probabilmente fino al Moray Firth (vicino Loch Ness) ed oltre, creando Forti come quello di Cawdor. Inoltre nominò un prefetto navale che navigò con la flotta lungo la costa settentrionale, e che riuscì a scoprire e sottomettere le popolazioni delle isole Orcadi (Orcadae) e scorgere l'isola di Thyle (che alcuni identificano nelle isole Shetland o addirittura nell'Islanda). Ma Agricola fu richiamato nel continente l'anno successivo e sostituito, non riuscendo a consolidare le sue conquiste nella Caledonia settentrionale. Divenne famosa la frase Britannia perdomita et olim missa (la Britannia settentrionale conquistata fu subito persa) con cui Tacito descrisse la vicenda.
Agricola dopo la storica vittoria costruì intorno alla grande fortezza legionaria di Inchtuthill una linea di fortificazioni, che viene detta attualmente Gask Ridge e che arrivava fino ad Aberdeen. L'inizio della costruzione di questa linea di fortificazioni avvenne nell'83 e durò fino al ritiro provvisorio della legioni romane dalla Caledonia settentrionale, avvenuto pochi anni più tardi attorno al 90. Il Gask Ridge fu continuato per uno o due anni dopo l'83 da una serie di fortificazioni che da Aberdeen andavano fino alle vicinanze di Inverness, e che seguivano il limite pedemontano delle Highlands. Infatti, con l'improvviso ritiro di Agricola, tutti questi forti e accampamenti a nord del Gask Ridge furono smantellati subito.
In seguito la linea di fortificazioni del Gask Ridge fu riattivata con la costruzione del vicino vallo Antonino degli anni 142-144. Fu abbandonata ancora una volta a vantaggio del vallo di Adriano nel 163 durante Marco Aurelio. E ancora rioccupata dalle forze romane durante le campagne di Settimio Severo degli anni 208-211. Pochi anni più tardi fu definitivamente abbandonata. Del resto i forti e accampamenti a nord di Raedykes, vicino Aberdeen, furono rioccupati (dopo Agricola) solo parzialmente ai tempi dell'imperatore Settimio Severo. Invece Antonino Pio sembra avere rioccupato solo i più meridionali, cioè il Forte di Stracathro e l'accampamento di Balmakewan (ma forse anche Normandykes).
Infatti tra Aberdeen (allora chiamata "Devana", un piccolo porto forse popolato in quel periodo anche da una piccola colonia di Romano-Britannici) e l'accampamento di Glenmailen, vicino al fiume Spey, ancora oggi esiste una supposta "Roman road".

### Localizzazione della Battaglia del Monte Graupio
Negli ultimi decenni sono state avanzate varie ipotesi sulla possibile localizzazione della Battaglia del monte Graupio.
Alcuni autori inglesi, come Roy, Surenne, Watt e Hogan pensano vada localizzata vicino all'accampamento romano di Raedykes o a quello di Glenmailen.
Ma il controversiale Vittorio di Martino (autore del libro "Roman Ireland", dove afferma che vi fu una spedizione romana in Irlanda in quegli anni) lascia capire che questa vittoria di Agricola forse avvenne nell'area di Cawdor.
Infatti i Romani occuparono tutte le aree non montuose della Scozia, lasciando senza forti e accampamenti solo le Highlands, per ovvie ragioni di conquista e controllo: il territorio montuoso si prestava ad una guerriglia difficilissima da vincere. E Cawdor si trova proprio nell'estremità settentrionale delle Lowlands scozzesi, dove iniziano le Highlands intorno all'attuale città di Inverness.

## Caratteristiche
Queste fortificazioni erano in legno e solo le fondamenta con i terrapieni e fossati sono stati rinvenuti. Potevano ospitare alcune migliaia di legionari e si trovavano a distanze tra di loro equivalenti ad una giornata di marcia.
A seconda delle dimensioni si possono catalogare in:
- Forti, con superficie di oltre 7 acri (circa 3 ettari).
- Forti secondari, detti anche fortini, con superficie tra i 3 ettari e mezzo ettaro.
- Accampamenti, con piccola (ma talora grande) superficie e senza edificazioni amministrative.

Le fortificazioni probabilmente furono fatte ai tempi di Agricola, ma alcune furono rioccupate ed ingrandite da Settimio Severo. Inoltre quelle a sud di Aberdeen (principalmente Strachatro) mostrano segni di occupazione ai tempi di Antonino.
Gli accampamenti erano protetti principalmente da fossati e terrapieni. Solo due accampamenti hanno caratteristiche esclusivamente dei tempi di Agricola: Auchinhove e Ythan Wells.

## Le fortificazioni
Qui di seguito i forti ed accampamenti da Aberdeen ad Inverness:
- Stracathro. Forte con torri, di circa 6 ettari[14] ed Accampamento vicino, di 15 ettari.[15]
- Balmakewan. Accampamento di 45 ettari.[16]
- Kair House. Accampamento di 48 ettari.[17]
- Raedykes. Accampamento di 110 acri (45 ha).[18]
- Normandykes. Accampamento di 44 ettari.[19]
- Kintore. Accampamento di 44 ettari[20] e secondo Accampamento vicino, di 12 ettari.[21]
- Durno. Accampamento di 58 ettari.[22]
- Ythan Wells. Accampamento di 14 ettari.[23]
- Glenmailen. Accampamento di 44 ettari.[24]
- Burnfield. Accampamento di circa 40 ettari.[25]
- Muiryfold. Accampamento di 44 ettari.[26]
- Auchinhove. Accampamento di circa 14 ettari.[27]
- Bellie. Accampamento di circa 11 ettari.[28]
- Thomshill. Fortino (possibile) di oltre 1 ettaro.[29]
- Balnageith. Fortino di oltre 2 ettari.[30][31]
- Cawdor. Forte con torri, di circa 4 ettari.[32]
- Tarradale (Beauly Firth). Possibile Accampamento appena scoperto, un poco a nord di Inverness.[33]

Risulta evidente che tra il forte di Stracathro e quello di Cawdor (integrato dai vicini fortini di Balnageith e Thomshill) i Romani costruirono una serie di accampamenti, che coincidono nel percorso con la possibile Roman road tra il porto di Devana (Aberdeen) e la foce del fiume Spey.
Infine dallo studio delle fortificazioni risulta che quelle ampie oltre 40 ettari, del tipo severiano, non si trovano di là di Muiryfold, per cui risulta evidente che solo Agricola penetrò nel nord della Caledonia fino all'area di Inverness. Antonino Pio, invece, sembra avere raggiunto solo l'area di Aberdeen, dato che l'accampamento di Normandykes ha alcune caratteristiche delle fortificazioni del periodo di questo imperatore.

## Possibili accampamenti romani da poco identificati
Recentemente sono stati identificati altri possibili accampamenti romani a nord del Gask Ridge.
Infatti, a conferma di una possibile avanzata di Agricola fino all'estremo nord della Caledonia, sono state fatte ricerche con esito parzialmente positivo a nord di Inverness, nelle località di Portmahomack e specialmente a Tarradale nel Beauly Firth. 
Infatti gli archeologi Keillar e Jones hanno identificato nel 1991 tracce di un possibile accampamento romano vicino Tarradale (Beauly Firth), nella costa settentrionale del Moray Firth.
Altri possibili accampamenti, inoltre, sono stati trovati a Newtonmore (80 km a sud di Inverness e Loch Ness, all'interno dei monti Grampiani), a Wester Alves(sulla costa sud-orientale del Moray Firth) ed a Burghead (un promontorio vicino alla foce del fiume Spey).